# Amastris inermis
Amastris inermis är en insektsart som beskrevs av Broomfield 1976. Amastris inermis ingår i släktet Amastris och familjen hornstritar. Inga underarter finns listade i Catalogue of Life.